# Tacuarí (Buenos Aires)
Tacuarí es un pequeño paraje rural ubicado en el partido de Salto, al norte del interior de la provincia de Buenos Aires, Argentina.

## Población
Durante los censos nacionales del INDEC de 2001 y 2010 fue considerada como población rural dispersa.